# 둠노니아
둠노니아(Dumnonia)는 서기 4세기 후반에서 8세기 후반 사이에 오늘날의 사우스웨스트잉글랜드의 서쪽 지역에 존재했던 브리튼계 왕국의 라틴어 이름이다. 이곳은 현대 데번주에 집중되어 있었지만 현대의 콘월주, 서머싯주의 일부도 포함했으며, 이웃한 앵글로색슨 왕국 웨식스의 점진적인 서쪽 확장이 영토를 침범하면서 동쪽 경계가 시간이 지남에 따라 변했다. 담노니아(Damnonia)라는 철자는 때때로 발견되지만, 이 철자는 현재 스코틀랜드 남부에 있는 스트라드클리드 왕국의 후기 부분인 담노니(Damnonii)의 땅에도 사용된다. 돔노니아(Domnonia)라는 형태도 나타난다. 왕국의 이름은 브르타뉴 지방의 돔노네(브르타뉴어: Domnonea)와 언어적 관계를 공유한다.